# Spurio Carvilio Massimo Ruga
Spurio Carvilio Massimo Ruga (in latino Spurius Carvilius Maximus Ruga; 274 a.C. circa – 211 a.C.) è stato un console della Repubblica romana.

## Biografia
Eletto console nel 234 a.C., fu il quinto capo della spedizione inviata dal Senato in Corsica dopo la prima guerra punica, ma a causa di una tempesta fu costretto a ritornare a Roma. Nel 233 a.C. obbligò tutte le navi cartaginesi a lasciare Sardegna e Corsica, diventate provincia romana. Nel 228 a.C. viene eletto console per la seconda volta.
Plutarco, nelle Questioni romane, narra che il suo liberto, Spurio Carvilio (da non confondere con l'omonimo console), fu il primo ad aprire una scuola elementare a Roma intorno alla metà del terzo secolo a.C. e ad introdurre la lettera G nell'alfabeto latino.  Infatti, il suono della velare sonora, fino a quel momento, veniva indicato con lo stesso simbolo C della gutturale sorda; non avendo avuto origine dall'alfabeto greco o etrusco, sarebbe stata  creata dal liberto semplicemente aggiungendo una sbarretta verticale alla già presente lettera C.
Sempre Plutarco, narra che il console Spurio Carvilio Massimo Ruga sia stato il primo a divorziare dalla moglie per l'impossibilità della donna di dargli dei figli. In realtà non si tratta del primo divorzio, anche se inesattamente indicato come tale, dal momento che sembra che vi fosse una clausola sul divorzio già nelle dodici tavole e se ne registra un esempio nel 307/306 a.C. Il divorzio di Carvilio fu comunque eccezionale perché la moglie non era affatto colpevole di violazioni contro il marito.
Morì nel 211 a.C. e il suo posto di augure venne preso da Marco Servilio Gemino.